# Shahrestān-e Bāft
Shahrestān-e Bāft (persiska: شهرستان بافت, بافت) är en delprovins (shahrestan) i Iran.   Den ligger i provinsen Kerman, i den sydöstra delen av landet, 900 km sydost om huvudstaden Teheran.
Delprovinsen hade 84 103 invånare 2016.